# Alexander Kashlinsky
Alexander (Sasha) Kashlinsky (n. în Riga, Uniunea Sovietică) este un astronom și cosmolog american/israelian cel mai cunoscut pentru descoperirea fenomenului cunoscut sub numele flux întunecat. Lucrează la NASA și se ocupă cu studiul radiației cosmice de fond, formarea galaxiilor, studiul structurii Universului.

## Biografie
În perioada 1976-1979 a studiat la Universitatea Cambridge, Anglia, Institutul de Astronomie. În 1979-1983 a studiat la Universitatea din Tel Aviv, Israel, Departamentul de Fizică și Astronomie.